# Старий Майдан (Житомирський район)
Старий Майда́н— село в Україні, у Житомирському районі, Житомирської області. Входить до складу Курненської сільської громади. Населення становить 350 осіб.

## Географія
У селі бере початок річка Безхлібівка.

## Історія
У 1906 році село Курненської волості Новоград-Волинського повіту Волинської губернії. Відстань від повітового міста 37 верст, від волості 6. Дворів 131, мешканців 686.
Колишній орган місцевого самоврядування — Курненська сільська рада.

## Населення

### Мова
Розподіл населення за рідною мовою за даними перепису 2001 року:
| Мова            | Кількість | Відсоток |
| --------------- | --------- | -------- |
| українська      | 594       | 98.51%   |
| російська       | 4         | 0.65%    |
| румунська       | 3         | 0.50%    |
| циганська       | 1         | 0.17%    |
| інші/не вказали | 1         | 0.17%    |
| Усього          | 625       | 100%     |